# یخ‌زده (فیلم ۲۰۱۰)
یخ‌زده یک فیلم دلهره‌آور محصول ۲۰۱۰ آمریکا است. کارگردان این فیلم آدام گرین و بازیگران آن اما بل، شان اشمور، کوین زگرز و کریس یورک هستند.
این فیلم با عنوان «یخ‌زده‌ها» از شبکه نمایش صداوسیمای ایران در آذر ۱۳۹۹ پخش شد.

## داستان
چند نفر دوست در یک تله‌سی‌یژ سوار می‌شوند و بعد از مدّتی در آن گیر می‌کنند و کم‌کم به دنبال راهی برای فرار می‌گردند که ناگهان اتفاقی می‌افتد...

## جوایز
این فیلم نامزد جایزه ساترن بهترین فیلم ترسناک شد ولی مرا به دوزخ بکشان جایزه را برد.